# Molesbach

Der Molesbach ist ein rechter Nebenfluss der Mosel in Rheinland-Pfalz, Deutschland. 

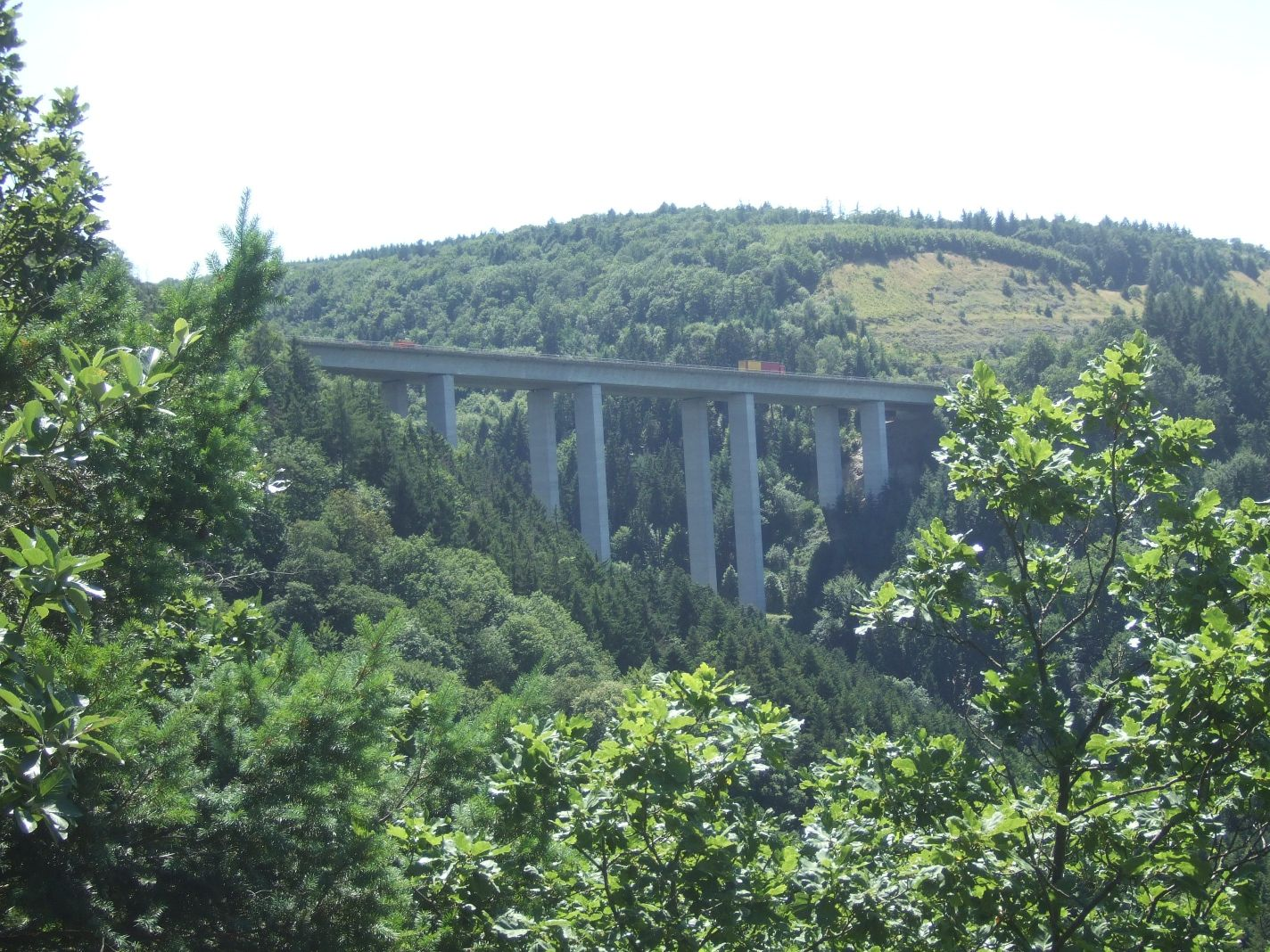
Molesbachtalbrücke

Er hat eine Länge von 1,9 km, ein Einzugsgebiet von 5 km² und mündet zwischen Riol und Mehring. Über dem Molesbach verläuft die Molesbachtalbrücke der Bundesautobahn 1, die von Schweich in Richtung Hermeskeil führt.